# 1-я Крымская советская дивизия
1-я Крымская советская дивизия — воинское соединение РККА в период Гражданской войны в России.

## История
1919 год
5 мая было сформировано Временное рабоче-крестьянское правительство Крымской Советской Социалистической Республики. Народным комиссаром военных и морских дел назначен П. Е. Дыбенко. В этот же день правительство принимает решение о создании Крымской советской армии. Штаб армии находился в Симферополе, губернском городе Таврической губернии.
Армия вошла в состав Украинского фронта. Армия формировалась из штаба и частей 3-й Украинской советской дивизии (бывшей 1-й Заднепровской Украинской советской дивизии) 2-й Украинской советской армии и местных формирований в составе 1-й и 2-й советских дивизий.
Приказом по войскам Крымской армии № 1 от 5 мая 1919 штаб 3-й Украинской советской дивизии был развёрнут в штаб Крымской Красной армии, полки и другие подразделения дивизии переданы на формирование 1-й Крымской советской дивизии. 4-й, 5-й и 6-й Заднепровский полки сохранили свои названия.
В Джанкое штаб группы войск Крымского направления был преобразован в штаб 1-й Крымской советской дивизии.
Начальником дивизии назначен С.И. Петриковский (Петренко), одновременно — начальник штаба Крымской Красной армии.
Войска 1-й Крымской дивизии Крымской Красной армии вели борьбу против Вооружённых сил Юга России в Таврической губернии на полуострове Крым, в Причерноморье - в районе Пологи — Бердянск — Мелитополь. Белогвардейцы удерживали за собой Керченский полуостров, создав фронт на Ак-Монайском перешейке.
В мае-июне часть  сил 1-й Крымской дивизии Крымской Красной армии участвовала в ликвидации григорьевского восстания.
15 июня завершена реорганизация Украинского фронта. 2-я Украинская армия, находившаяся в оперативном подчинении Южного фронта, преобразована в 14-ю армию и оставлена в составе Южного фронта. Дивизия вошла в состав 14-й армии.
Обстановка обострялась. 16 июня члены Крымского советского правительства и армейские работники собрались на чрезвычайном совещании, во главе с командующим Крымской Красной армией П. Е. Дыбенко разрабатывали план действий в связи с предательством начальника 7-й Украинской советской дивизии (бывшей 3-й Заднепровской бригады) Н. Махно расстрелявшего направленных к нему политработников, снявшего свои части с линии Мариуполь — Волноваха и уведшего их в Гуляйполе. В образовавшуюся брешь устремилась белогвардейская «дикая» кавалерийская дивизия под командованием генерала А. Г. Шкуро. Силами полков армии в Причерноморье заместитель командующего войсками армии И. Федько организовал оборону и остановил врага. Но ожидалось общее наступление белогвардейцев на север. В Контебеле высадился десант под командованием генераля Я. А. Слащёва, Крым оказался под контролем ВСЮР.
24 июня г. Симферополь заняли русские войска генерала А.Деникина.
26 июня г. Джанкой заняли части Вооружённых сил Юга России.
Войска дивизии отступали. 30 июня по наплавному мосту через Днепр из г.Каховки в г.Берислав вступили последние группы красноармейцев Крымской Красной армии.
При поддержке флота Антанты белые войска заняли весь Крымский полуостров.
1 июля начальником дивизии назначен П. Е. Дыбенко.
21 июля Крымская советская армия, в т. ч. и 1-я Крымская советская дивизия была расформирована, а её части вошли в состав Крымской стрелковой дивизии 14-й армии РККА.

## Последующая история
21 июля Крымская стрелковая дивизия сформирована приказом по 14-й армии в городе Никополе Екатеринославского уезда Екатеринославской губернии из частей бывшей Крымской советской армии. 4-й, 5-й и 6-й Заднепровский полки 1-й Крымской советской дивизии сохранили свои названия.
27 июля Крымская стрелковая дивизия переименована в 58-ю стрелковую дивизию. 4-й, 5-й и 6-й Заднепровский полки Крымской стрелковой дивизии утратили названия после 27 июля, при включении дивизии и её полков в единую нумерацию РККА.

## Полное наименование
1-я Крымская советская дивизия

## Подчинение
| Дата                  | Фронт            | Армия                    | Корпус                   | Примечания |
| 5 мая - 4 июня 1919   | Украинский фронт | Крымская советская армия |                          |            |
| 4 июня - 21 июля 1919 | Южный фронт      | 14-я армия               | Крымская советская армия |            |
| --------------------- | ---------------- | ------------------------ | ------------------------ | ---------- |

## Командование
Начальники дивизии:
- Сергей Иванович Петриковский (Петренко) (05.05.1919 - 01.07.1919).[7]
- Павел Ефимович Дыбенко (01.07.1919 - 21.07.1919).[7]